# لیو کا کیو
لیو کا کیو (انگلیسی: Lau Ka Kiu؛ زادهٔ ۱۰ فوریهٔ ۲۰۰۲) بازیکن فوتبال است.
وی همچنین در تیم ملی فوتبال زیر ۲۳ سال هنگ کنگ بازی کرده‌است.